# Andropolia olga
Andropolia olga är en fjärilsart som beskrevs av Smith 1911. Andropolia olga ingår i släktet Andropolia och familjen nattflyn. Inga underarter finns listade i Catalogue of Life.